# Moosomin (Saskatchewan)
Pour les articles homonymes, voir Moosomin.
Moosomin est un bourg du Sud de la Saskatchewan au Canada. Il est situé à 20 km à l'ouest de la frontière avec le Manitoba. Il fait partie de la division de recensement (en) No 5 (en) et de la municipalité rurale de Moosomin No 121 (en).

## Histoire
Le bureau de poste de Moosomin a été ouvert en 1882. Le bourg a été incorporé la même année.

## Démographie
| 2001  | 2006  | 2011  | 2016  |
| ----- | ----- | ----- | ----- |
| 2 361 | 2 257 | 2 485 | 2 743 |

## Transports
L'aéroport de Moosomin est situé à 3,7 km au nord-est du bourg.

## Personnalités

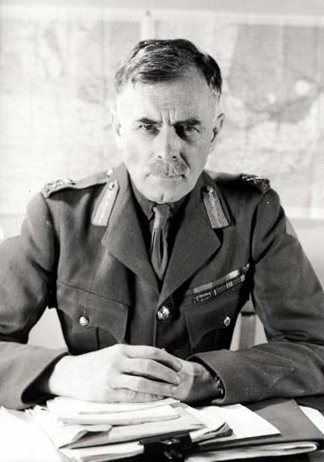
Le général Andrew McNaughton.

- Andrew McNaughton, militaire, homme politique et diplomate

## Annexe